# Kristin Suckow
Kristin Suckow (* 1989 Anm. in Königs Wusterhausen) ist eine deutsche Schauspielerin.

## Leben
Kristin Suckow begann 1998 eine Ausbildung in klassischem Ballett, Jazz Dance und Modern Dance am TanzTheater Berlin Brandenburg in ihrer Geburtsstadt. In den Jahren 2001 bis 2003 wirkte sie am Theaterprojekt Turmbau zu Babel des Theaterstudios Berlin mit. Von 2007 bis 2012 erhielt Suckow Gesangsunterricht bei Rainer Schill, Christian Steyer und Michael Schenk, 2008 begann sie ein Schauspielstudium an der Hochschule für Film und Fernsehen „Konrad Wolf“ in Babelsberg, das sie 2012 erfolgreich abschloss.
Ihre ersten Rollen spielte Kristin Suckow während ihrer Ausbildung im Szenenstudium, so 2009 in Hautnah von Patrick Marber und 2010 in Shakespeares Was ihr wollt und Ostern von August Strindberg. Ihr Bühnendebüt außerhalb der Schule gab sie 2010 am Maxim Gorki Theater als Marie in Georg Büchners Woyzeck. Im selben Jahr war sie an der Volksbühne am Rosa-Luxemburg-Platz in Wider den Donjuanismus zu sehen.
In den Jahren 2011 bis 2013 spielte sie in diversen Inszenierungen am Hans Otto Theater in Potsdam, z. B. in Parzival, Hexenjagd und Krebsstation. 2012 gab sie ein Gastspiel an den Vereinigten Bühnen Bozen. 2013 trat sie im Berliner Renaissance-Theater auf, in den Spielzeiten 2013/14 und 2014/15 gastierte Kristin Suckow am Hamburger Ernst Deutsch Theater, wo sie u. a. in Heute bin ich blond nach der autobiographischen Romanvorlage von Sophie van der Stap die Hauptrolle spielte. 2015 stand sie als Else Lasker-Schüler in dem Stück Else im Hoftheater Berlin auf der Bühne.
In dem Kurzfilm Taschengeld stand Kristin Suckow 2009 zum ersten Mal vor der Kamera. Es folgten weitere Rollen in verschiedenen Fernseh- und Kinofilmen sowie Gastauftritte in Krimiserien wie SOKO Leipzig oder SOKO Wismar. Für ihre Darstellung der Hanna in dem Kurzfilm GeschwisterDiebe von Vasko Scholz in der Regie von Antoine Dengler war sie 2014 für den Max Ophüls Preis als beste Nachwuchsdarstellerin nominiert. 2016 war sie mit einer Hauptrolle in dem mehrfach ausgezeichneten Kinofilm Lux – Krieger des Lichts neben Franz Rogowski zu sehen.
2018 lief der Kurzfilm Was Bleibt von Eileen Byrne mit Suckow in der weiblichen Hauptrolle im Finale der Studenten-Oscars in der Kategorie „Bester ausländischer Film“ und war parallel für den First Steps Award 2018 als „Bester Kurzfilm“ nominiert. 2019 war Kristin Suckow in einer Hauptrolle neben Julia Jentsch und Brigitte Hobmeier im Kinofilm Frau Mutter Tier zu sehen.
Im 2019 gesendeten ARD-Zweiteiler Ottilie von Faber-Castell – Eine mutige Frau spielte Suckow erstmals die Titelrolle in einem großen Fernsehfilm.
Mit dem Chansonprogramm Amor liebt dich. Oder mich. präsentiert sie als Sängerin, musikalisch begleitet von Johannes Norden, Lieder „zum ewigen Thema, das jeder kennt und niemand versteht“.
Suckow lebt in Berlin.

## Filmografie (Auswahl)
- 2009: Taschengeld (Kurzfilm)
- 2010: Bis aufs Blut – Brüder auf Bewährung
- 2010: Der Kreis, in dem sie reist (Kurzfilm)
- 2011: Papa Gold
- 2012: Countdown – Die Jagd beginnt – Schulmädchen
- 2012: Heiter bis tödlich: Alles Klara – Tod einer Hexe
- 2012: Alarm für Cobra 11 – Die Autobahnpolizei – Bestellt, entführt, geliefert
- 2012: Herzversagen
- 2013: Wechselspiel
- 2013: SOKO Leipzig – Eiszeit
- 2013: The Beat Down
- 2013: SOKO Wismar – Verlorene Tochter
- 2014: GeschwisterDiebe (Kurzfilm)
- 2014: Zwangsräumung (Kurzfilm)
- 2014: In aller Freundschaft – Alte Verletzungen
- 2014: Ein Fall von Liebe – Annas Baby
- 2015: Das Geständnis
- 2015: Herbert
- 2016: Alarm für Cobra 11 – Die Autobahnpolizei – Tödlicher Profit
- 2016: SOKO Köln – Zimmer frei
- 2017: Lux – Krieger des Lichts
- 2017: Wilsberg – Alle Jahre wieder
- 2017: SOKO Köln – Todesengel
- 2018: Was bleibt (Kurzfilm)
- 2018: Frau Mutter Tier
- 2019: Ottilie von Faber-Castell – Eine mutige Frau
- 2019: SOKO Potsdam (Fernsehserie, fünf Folgen)
- 2020: Friesland – Aus dem Ruder
- 2020: Die Eifelpraxis – Rachegelüste
- 2021: Allmen und das Geheimnis der Erotik
- 2021: Lena Lorenz: Zerbrechliches Glück
- 2021: Die Heimsuchung
- 2021: Theresa Wolff – Home Sweet Home (Fernsehfilmreihe)
- 2021: Der Usedom-Krimi: Der lange Abschied
- 2021: Stille Post
- 2021: Bettys Diagnose – Planlos
- 2022: Ein Sommer in der Bretagne
- 2022: Wo ist meine Schwester?
- 2023: Tatort: Totes Herz
- 2023: Da hilft nur beten!
- 2023: Tod am Rennsteig – Auge um Auge
- 2023: Tod den Lebenden (Fernsehserie, sechs Folgen)
- 2024: Dünentod – Falsches Spiel
- 2024: Mord oder Watt? – Für Immer Matjes
- 2025: Die Chefin – Grenzgänger
- 2025: Der Heimweg
- 2025: Tod am Rennsteig – Haus der Toten

## Auszeichnungen
- 2014: Nominierung für den Max-Ophüls-Preis als beste Nachwuchsdarstellerin
- 2016: Rolf-Mares-Preis für ihre Darstellung als Luise Miller in Kabale und Liebe am Ernst-Deutsch-Theater